# Lollipopz
Lollipopz je česká dětská pěvecko-taneční hudební skupina zaměřená na dětské publikum. Skupinu tvoří čtyři dívky ve věku cca 9-10 let. Vyznačují se především svými různobarevnými parukami (zelená, růžová, modrá, žlutá). Skupina hraje vlastní repertoár a komponované pořady pro děti. Na YouTube nahrává pořady Lollymánie a Lollyboxing.

## Vznik a historie
Lollipopz dodnes tvořilo pět řad členek:
- I. řada – Ellie (zelená), Laura (růžová), Bára (modrá), Verča (žlutá) ~ 2015 – 2018
- II. řada – Ellie (zelená), Laura (růžová), Nikki (modrá), Pája (žlutá) ~ 2018 – 2019 ( resp. 1.1 2020 )
- III. řada – Ellie (zelená), Nikča (růžová), Nikki (modrá), Pája (žlutá) ~ 2019 – 2022
- IV. řada – Amy (zelená), Neli (růžová), Anet (modrá), Annie (žlutá) ~ 2022 – 2024
- V. řada – Amy (zelená), Neli (růžová), Anet (modrá), Míša (žlutá) ~ 2024 – dodnes

První konkurz do skupiny Lollipopz proběhl v září 2015 a zúčastnilo se ho přibližně 50 dětí.[zdroj?]
Představení skupiny veřejnosti proběhlo až v lednu 2016 prostřednictvím první písně „Lízátková Párty“. V TV se Lollipopz objevily například v pořadu Teleráno na slovenské TV Markíza, v Dobrém ránu na České televizi, v pořadu Snídaně s Novou a Mise nový domov na TV Nova, či v pořadu Postav si sen na TV Prima
V prosinci 2018 Lollipopz absolvovaly své první hudební tour s názvem „Lollipopz Bambule Tour“ a v květnu 2019 své druhé „My Little pony tour“. Obě turné probíhaly v rámci České republiky. V prosinci 2019 absolvovaly dvě Megashow: v Brně 8. 12. – Brno Zoner Bobyhall a v Praze 14.12. – Praha Lucerna kde poprvé zazněly úplně nové písničky.[zdroj?]

## Youtube kanál: Lollymánie a Lollyboxing
Členky Lollipopz jsou ve své cílové skupině známé i jako youtuberky s vlastním pořadem na YouTube Lollymánie, který začaly natáčet v létě 2017. Jedná se o komerční projekt vedený managementem, společností Kawaii Production s.r.o. Projekt je zamýšlen jako nestárnoucí, kdy po určité době dochází k věkové obměně složení, aby skupinu vždy tvořily děti určitého věku. Pořad se natáčel ve studiu v Aquapalace Praha. Na podzim 2018 měl na YouTube premiéru druhý pořad skupiny, s názvem Lollyboxing. Na začátku roku 2020 bylo natáčecí studio Lollymánie přestěhováno z Aquapalace Praha do Království hraček Bambule v centru Chodov, kde už dříve vznikal Lollyboxing, ale poté na jaře roku 2021 bylo opět přesunuto do Aquapalace.
Na svůj Youtube kanál, vydávají i videoklipy k písním. Na podzim 2019 překonaly členky na YouTube hranici 100 000 odběratelů a od YouTube obdržely Play Button. Na začátku roku 2020 skupinu opustila členka Laura Šťastná, kterou nahradila Nikola Grecu.

CD Lollyteam (2021) III. řada Lollipopz

## Diskografie
První CD album vyšlo v květnu 2015 Za repertoárem skupiny stojí hudební producenti Michal Pešout, Petr Panocha (ze skupiny Maxim Turbulenc), Luboš Lauterbach, David Vostrý a textaři Milan Deutsch a Karel Andreas Stiebling, který je zároveň jedním z manažerů skupiny. Kmotrami tohoto alba jsou Dagmar Patrasová a její dcera Anna Julie Slováčková.
V prosinci roku 2018 byl vydán singl „První Láska“ s b-stranou „Kouzlo Vánoc“. V květnu 2019 vyšlo druhé album Nekonečné Léto. V dubnu 2019 skupina nahrála píseň „Tenhle den je náš“ a v létě téhož roku skladbu „Kolo Štěstí" a v únoru 2021 vyšlo třetí album Lollyteam.